# يوهانا زيبيليوس
يوهانا زيبيليوس (بالألمانية: Johanna Sibelius)‏ Johanna Sibelius (ولدت في برلين في 10 فبراير 1913- ماتت في ميونخ في مارس 1970) روائية وكاتبة سيناريو ألمانية.

## حياتها
ولدت يوهانا زيبيليوس في برلين، وكان لقبها قبل الزواج فرايبه Freybe, ولها شقيقتان إحداهما هي الكاتبة كاترين هولاند والأخرى الممثلة يوتا فرايبه. عملت يوهانا في بداية حياتها نحاتة، ثم اتجهت إلى الكتابة الروائية. وكتبت عدة سيناريوهات لأفلام بجانب الكتابة الروائية، وأول سيناريو لها أنجزته في عام 1939, وهو سيناريو فيلم «القطار السريع إلى الكونغو» Kongo-Express.
وبجانب السيناريوهات التي أنجزتها لأفلام، فقد كتبت أيضا سيناريوهات مستقلة أيضا. وقد تعاون زوجها معها في الكتابة ابتداء من عام 1949, وقد أنجزا على مدار عقدين العديد من الأعمال التي تدور أحداثها داخل الطبقة البرجوازية، وكانت أغلب هذه الأعمال كوميديات غرامية.

## من أعمالها

### روايات
- امرأة لميشائيل 1938
- القطار السريع إلى الكونغو 1940
- نبع الحياة 1947 (تحت اسم زيبيلا فرايبه)
- باميلا الصغيرة المحبوبة 1954

### سيناريوهات
- النقطة المظلمة 1940
- التيار 1941
- ليلة بلا وداع 1941
- في المساء بعد الأوبرا 1944
- خمسة مشتبه بهم 1949
- فعل الآخرين 1950
- الروح السجينة 1951
- حتى نلتقي 1952
- حين يزهر الليلك مرة أخرى 1953
- فساتين كاترين السبعة 1954
- الكذبة المقدسة 1955
- لقد كنت فتاة قبيحة 1955
- الأبطال 1958
- جاكلين 1959
- ذاكرة امرأة في الستين 1961
- بين الصقور 1964
- حين ينام ضوء القمر العذب فوق التلال 1969

## روابط خارجية
- يوهانا زيبيليوس على موقع IMDb (الإنجليزية)
- يوهانا زيبيليوس على موقع ألو سيني (الفرنسية)
- يوهانا زيبيليوس على موقع أول موفي (الإنجليزية)
- يوهانا زيبيليوس على موقع قاعدة بيانات الأفلام السويدية (السويدية)
- يوهانا زيبيليوس على موقع قاعدة بيانات الفيلم (الإنجليزية)
- يوهانا زيبيليوس على موقع كينوبويسك (الروسية)